# Beat Planet Music
Beat Planet Music est un jeu de rythme sorti sur PlayStation le 20 janvier 2000 au Japon.

## Accueil
- GameSpot : 3,9/10[1]